# Karinthisch plebisciet

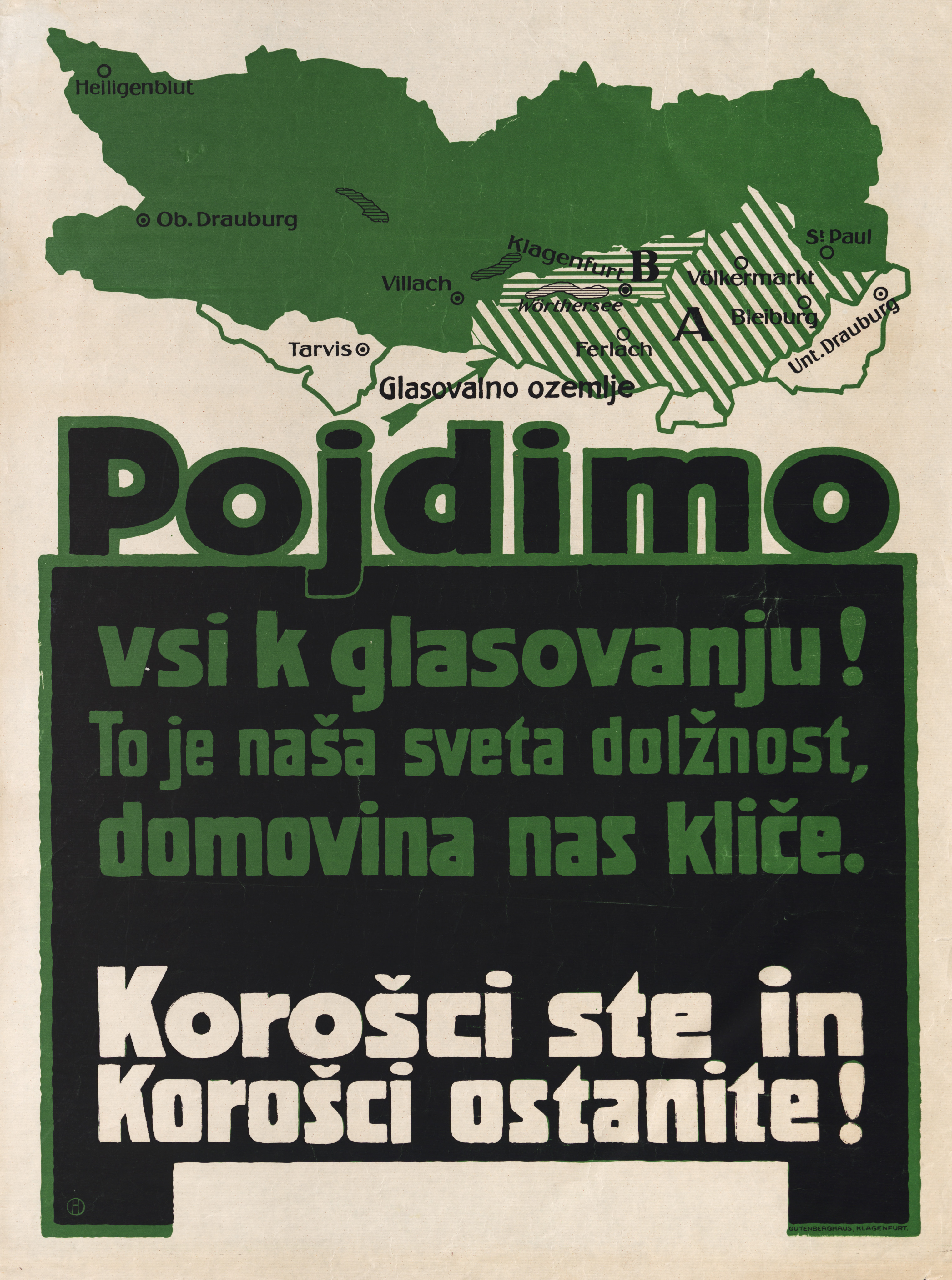
Poster in het Sloveens (Tekst: "Laten we gaan stemmen! Dit is onze heilige plicht, het vaderland roept ons. U bent Karinthiërs en u blijft Karinthiërs!")
Op het kaartje worden de zones A en B weergegeven. In het wit aangeduid zijn de gebieden die al aan het Koninkrijk der Serviërs, Kroaten en Slovenen waren toegewezen.

Het Karinthisch plebisciet was een referendum dat op 10 oktober 1920 plaatsvond in delen van Karinthië. Het was een uitvloeisel van het Verdrag van Saint-Germain, dat op 10 september 1919 was gesloten, nadat Oostenrijk, waartoe Karinthië tot dan toe had behoord, de Eerste Wereldoorlog had verloren. Delen van Karinthië werden ook door Slovenen bewoond. Deze gebieden werden door het nieuwe Koninkrijk der Serviërs, Kroaten en Slovenen, het latere Joegoslavië, opgeëist.
In het vredesverdrag was al bepaald dat enkele kleinere gebieden aan dat nieuwe koninkrijk zouden toevallen; de gebieden die thans als Koroška (= Karinthië) tot Slovenië behoren. In de overige door Slovenen bewoonde gebieden moest een plebisciet worden gehouden over de vraag of men tot de Oostenrijkse Republiek of tot het Koninkrijk der Serviërs, Kroaten en Slovenen wilde behoren. Het gebied werd verdeeld in een zone A en een zone B. In zone A was het aandeel van de Slovenen groter dan in zone B, waartoe de hoofdstad Klagenfurt behoorde. Als zone A zou kiezen voor het Koninkrijk der Serviërs, Kroaten en Slovenen, dan zou ook zone B worden onderworpen aan een volksraadpleging.
Uiteindelijk vond alleen in zone A een volksraadpleging plaats, op 10 oktober 1920. Een ruime meerderheid van 59,04 % koos voor Oostenrijk. De uitkomst van het plebisciet bepaalde de grens zoals deze thans tussen Oostenrijk en Slovenië loopt.

## Trivia
- In de Oostenrijkse deelstaat Karinthië is 10 oktober een vrije dag.